# Anthime Dupont
Jean Martial Anthime Dupont (Saint-Thomas-de-Conac, 1841 – 1890) è stato un attivista francese.
Fu una personalità della Comune di Parigi.

## Biografia
Impiegato di banca, anti-bonapartista, nel 1870 fu condannato a 15 anni di prigione per «complotto contro la sicurezza dello Stato». Scarcerato alla proclamazione della Repubblica, fece parte del Comitato centrale dei venti arrondissement.
Con l'insurrezione del 18 marzo 1871 fu nominato commissario di polizia e il 23 marzo capo della polizia. Partecipò alle elezioni complementari del 16 aprile, venendo eletto al Consiglio della Comune e sedendo alla Commissione sicurezza. Fu favorevole all'istituzione del Comitato di Salute pubblica.
Sfuggì alla repressione dei versagliesi rifugiandosi a Londra, ma tornò clandestinamente in Francia nel 1872 e, arrestato, fu condannato a morte il 26 luglio. La pena fu commutata in novembre nei lavori forzati a vita, e nel 1879 fu amnistiato ed espulso dalla Francia.